# Auto Trader Group
Auto Trader Group plc ist ein britisches Autohandelsunternehmen, das seinen Sitz in Manchester hat. Es bezeichnet sich als landesweit führenden Online-Händler für Neu- und Gebrauchtwagen, einschließlich Autos, die von privaten Verkäufern und Handelshändlern verkauft werden. Es werden auch LKW angeboten. Der Handel geschieht über die Website: Autotrader.co.uk.
Der Nettoumsatz verteilt sich geografisch wie folgt: Vereinigtes Königreich (98,6 %) und Irland (1,4 %).
Das Unternehmen ist an der Londoner Börse gelistet und Teil des FTSE 100 Index.

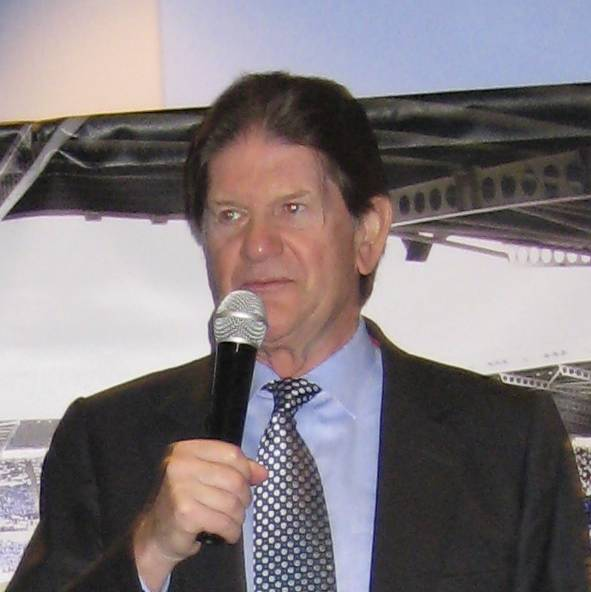
Der Gründer von Auto Trader Group John Madejski (2009)

## Geschichte
Der Unternehmer John Madejski gründete im Jahr 1977 ein kleines regionales Kleinanzeigenmagazin namens Thames Valley Trader. Er brachte die Idee nach einem Besuch in den USA mit nach Großbritannien. 1983 schloss sich die Guardian Media Group (GMG) Auto Trader an, da die Firma erwogen hatte, ein ähnliches Unternehmen im Norden Englands zu starten. Auto Trader wurde im Jahr 1988 gegründet, nach einer kurzen Zeit als Auto Mart & Trader. Zu diesem Zeitpunkt hatte das Unternehmen eine Reihe von regionalen Zeitschriften, die alle umbenannt wurden.
Bis 1995 deckten Auto Trader-Titel das gesamte Vereinigte Königreich ab. Ab diesem Jahr war Magazin erstmals auch in Irland erhältlich. 1996 wurde auf automatische Layout-Software umgestellt, um die Magazine zu produzieren. Im gleichen Jahr wurde die erste Auto Trader Website erstellt. Im Jahr 2000 fusionierten die beiden separaten Teile von Auto Trader zu einem Unternehmen namens Trader Media Group. 2010 wurde eine App für das iPhone eingeführt. 2011 wurde die Website für Neuwagen geöffnet. Im gleichen Jahr wurde den Kunden die Möglichkeit eingeräumt, ihre Autos nach dem Kauf zu bewerten. Von 2011 bis 2013 wurden die Teile des Geschäfts veräußert, die sich auf Märkte außerhalb Großbritanniens bezogen. Im Juni 2013 lief die letzte Printausgabe von Auto Trader von den Druckmaschinen. Damit wurde Auto Trader ein 100 % digitales Unternehmen.
2014 wurden neue Büros im Zentrum von Manchester und King’s Cross, London, bezogen. 2015 wurde ein kostenloses Bewertungstool eingeführt, das den Verbrauchern einen Überblick über den Preis ihres Autos auf dem Markt gibt. Am 24. März 2015 wurden die Aktien von Auto Trader an der Londoner Börse notiert. Im April 2017 wurde Motor Trade Delivery Ltd. übernommen. 2018 wurde ein Joint Venture mit Cox Automotive, Dealer Auction gegründet, um einen digitalen Marktplatz für Großhandelsfahrzeuge bereitzustellen. 2019 wurde KeeResources übernommen, ein Anbieter von Software, Daten und digitalen Lösungen für die Automobilindustrie. 2022 wurde Autorama/Vanarama erworben, einer der größten Transaktionsmarktplätze für das Leasing von Neufahrzeugen in Großbritannien.